# (978) Aidamina
(978) Aidamina és un asteroide del cinturó principal descobert per l'astrònom Sergei Belyavskij en 1922 des de l'observatori de Simeiz, Ucraïna.
Deu el seu nom a Aida Minaevna, una amiga de la família del descobridor.
S'estima que té un diàmetre de 78,73 ± 2,3 km. La seva distància mínima d'intersecció de l'òrbita terrestre és d'1,49357 ua.
Les observacions fotomètriques recollides d'aquest asteroide mostren un període de rotació de 10,09 hores, amb una variació de lluentor de 9,73 de magnitud absoluta.